# Willem Maas (architect)
Willem Arnoldus Maas (Utrecht, 28 april 1897 - Utrecht, 6 mei 1950) was een Nederlands architect. 

## Biografie
Willem Maas werd geboren als zoon van Antonius Theodorus Maas en Hendrina Catharina Vermeulen. Hij begon zijn opleiding met de HBS, waar hij drie jaar op zat. Hierna was hij anderhalf jaar werkzaam op bouwkundig gebied. Zijn werkervaring was inmiddels voldoende om in 1916 toegelaten te worden tot de Middelbare Technische School die in 1903 door de Nederlandse Aannemersbond was opgericht. De opleiding was vooral bedoeld om het aannemersvak te leren en niet zozeer voor een opleiding als architect. In het leerplan was ontwerpen dan ook geen apart vak. Wel werd er veel aandacht besteed aan bouwkundig tekenen. In 1919 haalde hij zijn examen.
Na zijn studie was Willem Maas korte tijd werkzaam als bouwkundig tekenaar bij de Staats Spoorwegen te Utrecht (1920). Al snel trad hij in dienst bij ir. Henry Maclaine Pont (1884-1971). Deze in Indonesië geboren architect hield van 1915 tot en met 1919 kantoor in Bilthoven. Maclaine Pont werkte op dat moment in opdracht van het ‘Koninklijk Instituut voor Hooger Technisch Onderwijs in Nederlands-Indië’ aan het Indonesische Instituut Teknologie Bandung.
Maas raakte geïnteresseerd in de ontwikkeling van een inheemse christelijk (=katholiek)-Javaansche kunst die zelfstandig diende te staan ten opzichte van Europese vormen. Samen met Josef Ignaz Julius Maria Schmutzer en pater Jan ten Berge S.J. werkte hij mee aan het door De Gemeenschap uitgegeven boek 'Christelijk-Javaansche Kunst', (ca. 1927, waarvan naast een tweede druk ook al snel een Franse vertaling verscheen, ca. 1929, onder de titel Européanisme ou catholicisme). 
Terug in Nederland trad hij in dienst bij het Amsterdamse architectenbureau Baanders & Baanders, onder leiding van de gebroeders H.A.J. Baanders (1876-1953) en Jan Baanders Sr. (1884-1966). Op dit bureau was hij een jaar werkzaam als ontwerpassistent. Met deze ervaring op zak vestigde hij zich als zelfstandig architect te Utrecht en associeerde hij zich met de architect L.J.H. Zonneveldt. Samen ontwierpen zij verscheidene scholen, huizen en huizencomplexen. In 1928 overleed L.J.H. Zonneveldt.
1925 was een belangrijk jaar voor Maas. Hij trouwde dat jaar met Tono Clara Bonebakker. In de daaropvolgende jaren kregen zij tien kinderen: Antoon, Clara, Dineke, Erno, Willem, Toos, Monica, Maria, Els en Trees.
In 1932 ontwierp hij de St. Jozef-kweekschool in Zeist. Bij deze school bouwde hij een kapel. Dit was, tot zijn spijt, het enige sacrale gebouw in zijn oeuvre. Wel maakte hij nog een ontwerp voor een katholieke kerk in Joure, maar deze werd nooit uitgevoerd.
In 1936 maakte hij enkele studiereizen naar onder meer Duitsland, Engeland, Oostenrijk en Frankrijk. Op deze reizen bezocht hij verschillende gebouwen om inspiratie op te doen voor onder andere zijn ontwerpen voor paedologische en orthopedische instituten. In hetzelfde jaar kreeg hij zijn meest bekende opdracht: de bouw van de KRO-studio in Hilversum.
Kort na de oorlog vertrok Willem Maas naar Indonesië, waar hij in 1948 voor de Bataafse Petroleum Maatschappij werkte. Eind dat jaar keerde hij terug naar Nederland. Op 6 mei 1950 overleed de toen 53-jarige architect aan een hartaanval, "op een drukke zaterdag, die zoals alle dagen vol was van werk, van plannen, van zorgen".

## Oeuvrelijst

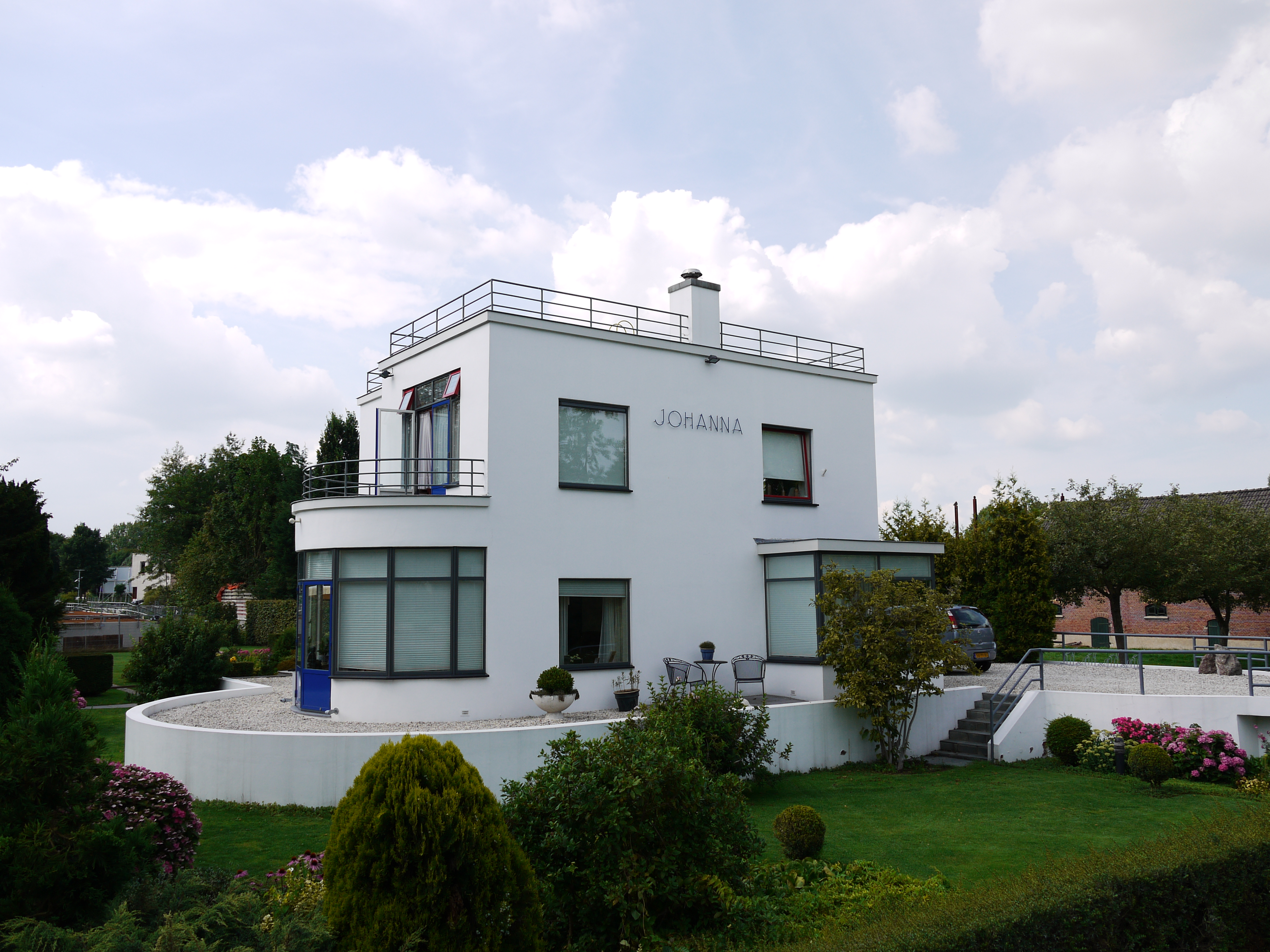
Villa Johanna, Nieuwegein

Deze bevat onder meer de volgende voltooide bouwwerken...
- 1917 - Dr. de Visscherschool, te Utrecht.
- 1920 - Villa de Kloek, Beethovenlaan 6 te Bilthoven
- 1921 - Woningbouwcomplex, Frans Halsstraat 24-32 te Utrecht
- 1921 - Incassobank, Nobelstraat te Utrecht(?)
- 1922 - Da Costaschool te Utrecht
- 1923 - Geertrudisschool , Amaliadwarsstraat te Utrecht
- 1924 - Kemink Boekhandel en woonhuizen (Alleen het voorhuis), Domstraat 5-13 te Utrecht, tegenwoordig Catch
- 1927 - St. Antonius Parochiehuis, Kanaalstraat 199 te Utrecht, tegenwoordig Openbare Bibliotheek
- 1929 - Villa Johanna, Utrechtsestraatweg 9 te Nieuwegein, destijds Jutphaas
- 1929 - Woningbouwcomplex, Anthonius Matthaeuslaan 10-34 te Utrecht
- 1929 - Gerardus Majellaschool, Van der Mondestraat 30 te Utrecht
- 1930 - Woonhuis, Maliesingel 26 te Utrecht
- 1932 - St. Joseph Kweekschool, Kroostweg 149 te Zeist
- 1932 - St. Jozef Parochiehuis te Groenlo
- 1933 - Villa, Burgemeester Damstraat 50 te Tilburg
- 1935 - Woningbouwcomplex, Willemsplantsoen 8-12 te Utrecht
- 1936 - St. Maartenskliniek te Nijmegen
- 1936 - Paedologisch Instituut te Nijmegen
- 1936 - KRO Studio, Emmastraat 52 te Hilversum
- 1937 - St. Lambertusziekenhuis (ziekenhuis) te Helmond.
- 1939 - Instituut voor Katholieke Kerkmuziek en de Kathedrale Koorschool, Plompetorengracht 5 te Utrecht.
- 1939 - Mariapaviljoen Zevenaar, Sanatorium Zevenaar
- 1940 - St. Liduina ziekenhuis te Apeldoorn
- 1942 - Villa van de Kimmenade, Aarle-Rixtelseweg 25 te Helmond
- 1949 - St. Anna-paviljoen, St. Annaziekenhuis te Oss
- 1951 - Sanatorium St. Jozefsheil te Bakel